# Endoreplikation
Endoreplikation (auch Polyploidisierung im weiteren Sinn) ereignet sich in somatischen Geweben durch Programmänderungen des mitotischen Zellzyklus zum Endozyklus. Zwar repliziert die DNA (in mehreren Zyklen), aber der Zellkern und somit auch die Zelle teilen sich nicht und werden größer. Den Vorgang nennt man Endoreduplikation, wenn der DNA-Gehalt jeweils exakt verdoppelt wird, und zwar von 2 C nach 4 C → 8 C → 16 C → 32 C usw. Der DNA-Gehalt wird an Interphase-Kernen mittels Durchfluss- oder Mikroskop-Fotometrie bestimmt. Der C-Wert steht für die Größe des (haploiden) Genoms einer bestimmten biologischen Art. Ein C-Wert wird in Pikogramm (pg) oder Megabasenpaaren (Mbp) angegeben (Pflanzen-Genome, Tier-Genome). Da der Wert 4 C dem DNA-Gehalt gleicht, den eine S-Phase im mitotischen Zyklus produziert, ist ein endoreplizierter Interphasekern erst ab 8 C zu erkennen.
Endoreplikation kommt in der normalen Entwicklung bei Eukaryoten vor: bei Einzellern, bei Pflanzen und bei Tieren. Beispiele sind die Endosperm- und die Trichom-Entwicklung in Pflanzen generell, das Fruchtgewebe der Tomate. Die Kerne der larvalen Spinndrüsen der Mehlmotte erreichen mit 12 Endozyklen bis zu 8.192 C DNA, die des Seidenspinners mit 17 Endozyklen etwa 300.000 C.
Der Anteil der Endoreplikation am globalen Biomassewachstum dürfte bis zu fünfzig Prozent betragen. Der Vorteil liegt in einer erhöhten Proteinbiosynthese und damit einem leistungsfähigeren Stoffwechsel. Der Nachteil ist das Risiko, dass Zellen unkontrolliert wachsen; dies erfordert eine genaue Regulation der Endoreplikation.
Lässt ein endoreplizierter Zellkern Chromosomen erkennen, sind an deren Gestalt zwei Typen der Endoreplikation zu unterscheiden: die offensichtliche Polyploidie und die Polytänie. Zwischen beiden kann es Übergangsformen geben.

## Polyploidie
Auf eine Endoreplikation des lockeren Chromatins in einer S-Phase (Interphase) folgt wie stets eine G-Phase. Die Endomitose beginnt mit einer Endoprophase, in der die Chromosomen kondensieren. Ihre Tochter-Chromatiden trennen sich und können in einer Endometaphase gezählt werden. Echte polyploide (vielfache) Sätze zeigen bei vorhandenen Kernmembranen 4 n, 8 n, 16 n, 32 n usw. Chromosomen. Solche Kerne heißen (griechisch) tetraploid, oktoploid, dekaexiploid, trianta-dyo-ploid usw. Den Zahlen entsprechend sollte der gesamte DNA-Gehalt solcher Zellkerne 4 C, 8 C, 16 C, 32 C usw. betragen. Endomitosen beschrieb erstmals Lothar Geitler.

## Polytänie
Nach Endoreplikationen in zeitlich getrennten S-Phasen bleiben die mütterlichen und die väterlichen Chromatiden verbunden. Deswegen zeigen solche Zellkerne vielsträngige (polytäne) Riesenchromosomen in diploider Anzahl (2 n). Wenn sich darüber hinaus die mütterlichen mit den väterlichen Chromatiden verbinden, zeigen solche Zellkerne somatisch gepaarte Polytänchromosomen in haploider Anzahl (1 n). Beim letzteren Chromosomentyp sind mitunter Paarungslücken zwischen den elterlichen Chromatidensträngen zu beobachten. Unvollständige Paarung ergibt sich zwingend, wenn sich die Partner durch mutierte Abschnitte unterscheiden.
Polytänie ist etwa ab einem DNA-Gehalt von 32 C (nach der vierten Endoreplikation) im Lichtmikroskop zu erkennen. Da die verbundenen Chromatiden kaum zu zählen sind, werden Polytäniestufen durch Mikrofotometrie bestimmt. Polytäne Chromosomen wurden erstmals bei der Gartenhaarmücke nachgewiesen. Vor allem mit der Taufliege Drosophila melanogaster wurde die Zytogenetik der Polytänie etabliert. Grundsätzliche Erkenntnisse über die Genaktivität in polytänen Chromosomen kamen von der Zuckmücke Chironomus tentans.
Eine Besonderheit weisen die endoreplizierenden Nährzellkerne im Ovar einiger Dipteren auf. Anfangs zeigen sie Endometaphasen mit oligotänen Chromosomen. Diese primären Riesenchromosomen zerfallen nach wenigen Endozyklen in ihre wenigen Chromatiden, mit denen nachfolgende Endozyklen morphologisch polyploide Chromosomensätze produzieren.

## Selektive Endoreplikation
Jede chromosomale Replikation unterliegt strenger genetischer Kontrolle. Deswegen ist es möglich, dass nicht alle genomischen DNA-Sequenzen gleicherweise, sondern ausgewählt multipliziert werden. Solche selektive Endoreplikation gehört zum normalen Entwicklungsprogramm und wird nach ihrem relativen Ausmaß unter zwei Aspekten beschrieben: als Amplifikation oder als Unterreplikation.

### Amplifikation
Hierbei endorepliziert lediglich kurzfristig ein kleiner Abschnitt eines Chromosoms. Solch eine lokale Genvermehrung schafft die Voraussetzung, einen entwicklungsbedingten hohen Bedarf an bestimmten Proteinen zu decken.

### Unterreplikation
Erstmals wurde dieses Phänomen an Drosophila virilis beobachtet, bei der die Hälfte der genomischen DNA nicht an der Polytänisierung teilnimmt. Der spezifische Ausschluss heterochromatischer, repetitiver DNA von der Endoreplikation beginnt bereits in der späten Embryonalentwicklung. Besonders augenfällig wirkt sich Unterreplikation aus, wenn sie hauptsächlich ein einziges Chromosomenpaar betrifft. Die Unterreplikation interkalaren Heterochromatins ist schwierig zu quantifizieren, gibt sich aber durch Schwachstellen (weak points) der Riesenchromosomen zu erkennen.
Unterreplikation gibt es nicht nur in polytänen Strukturen, sondern kommt auch in polyploiden Zellkernen vor. Endometaphasen geben darüber Aufschluss. Hypothese: Heterochromatisch repetitive DNA-Sequenzen bedingen große Zellkerne und erlauben, die Embryonalentwicklung mit entsprechend großen Zellen zu beginnen. Sobald Endoreplikation einsetzt, wird auf diese Platzhalter-DNA verzichtet. Den gleichen Effekt wie Unterreplikation hat die DNA-Elimination (Chromatin-Diminution).

## Humanbiologie
Auch beim Menschen (wie bei anderen Wirbeltieren, Säugern) sind endoreplizierte Zellkerne in Geweben zu finden, die offensichtlich physiologische Hochleistung erbringen. Dazu zählen Herzmuskelzellen, die Megakaryozyten (Riesenzellen des Knochenmarks), auch bestimmte Neuronen im Nervensystem. Endoreplikative Zellkerne von extravillösen Trophoblasten der humanen Plazenta mit polytänen Chromosomen ermöglichen die Implantation in die Gebärmutter am Beginn einer Schwangerschaft.
Endoreplizierte Zellkerne mit mutierten Chromosomen begleiten nicht selten die Tumorentstehung. Im Gegensatz zu den oben genannten Beispielen aus der normalen Entwicklung sind sie pathologisch.